# LEGO: Филмът
„LEGO: Филмът“ (на английски: The Lego Movie) е американска игрална компютърна анимация от 2014 г., написан и режисиран от Фил Лорд и Кристофър Милър по идея на Лорд, Милър и Дан и Кевин Хейджман. Въз основа на конструктивните играчки Lego, нейната история се фокусира върху Емет, обикновена минифигурка на Lego, която помага на движението на съпротивата да спре тираничния бизнесмен да залепи всичко в света на Lego във визията си за съвършенство. Крис Прат, Уил Феръл, Елизабет Банкс, Уил Арнет, Ник Офърман, Алисън Бри, Чарли Дей, Лиъм Нийсън и Морган Фрийман дават своите гласове за главните герои на филма. Филмът е посветен на Катлийн Флеминг, бивш директор на развлекателното развитие на компанията Lego, след смъртта й в Канкун, Мексико, през април 2013 г.
Първият филм, продуциран от Warner Animation Group, „LEGO: Филмът“ излезе на 7 февруари 2014 г. от Warner Bros. Pictures. Той се превърна в критичен и комерсиален успех, като спечели 468.1 милиона долара по целия свят срещу бюджета си от 60-65 милиона долара и получи похвала за анимацията, актьорството, историята и хумора. Филмът спечели наградата БАФТА за най-добър анимационен филм, наградата на „Изборът на критиците“ за най-добър анимационен филм и наградата „Сатурн“ за най-добър анимационен филм; номиниран е и за наградата „Златен глобус“ за най-добър анимационен пълнометражен филм и е получил номинация за награда „Оскар“ за най-добра оригинална песен за „Всичко е страхотно“ (Everything is Awesome).
Филмът се е разширил до основен франчайз, който се свързва с марката Lego, като продължението „LEGO: Филмът 2“ (The Lego Movie 2: The Second Part) през 2019 г.; двата отделни филма „Лего Батман: Филмът“ (The Lego Batman Movie) и „Лего Нинджаго: Филмът“ (The Lego Ninjago Movie) през 2017 г.; 4D филмът The Lego Movie: 4D - A New Adventure; и 2-D анимационния телевизионен сериал Unikitty!

## Актьорски състав
| Персонаж                   | Изпълнител     |
| -------------------------- | -------------- |
| Емет                       | Крис Прат      |
| Лорд Бизнес                | Уил Феръл      |
| Уайлдстайл/Луси            | Елизабет Банкс |
| Батман/Брус Уейн           | Уил Арнет      |
| Витрувиъс                  | Морган Фрийман |
| Металната брада            | Ник Оферман    |
| Принцеса Уникити           | Алисън Бри     |
| Бени                       | Чарли Дей      |
| Доброто ченге/Лошото ченге | Лиъм Нийсън    |
| Супермен                   | Чанинг Тейтъм  |
| Зеления фенер              | Джона Хил      |
| Жената-чудо                | Коби Смолдърс  |

## Награди и номинации
| Награда                              | Категория                  | Номиниран(и)               | Резултат  |
| ------------------------------------ | -------------------------- | -------------------------- | --------- |
| Награди на филмовата академия на САЩ | Най-добра оригинална песен | „Everything Is Awesome“    | номинация |
| Награда на БАФТА                     | Най-добър анимационен филм | Най-добър анимационен филм | награда   |
| Златен глобус                        | Най-добър анимационен филм | Най-добър анимационен филм | номинация |